# Fußball-Weltmeisterschaft 2022/Finalrunde
Die Finalrunde der Fußball-Weltmeisterschaft 2022 fand vom 3. bis zum 18. Dezember 2022 in Katar statt.

## Übersicht

### Qualifizierte Teams
| Gruppe A       | Gruppe B   | Gruppe C       | Gruppe D      |
| -------------- | ---------- | -------------- | ------------- |
| 1. Niederlande | 1. England | 1. Argentinien | 1. Frankreich |
| 2. Senegal     | 2. USA     | 2. Polen       | 2. Australien |

| Gruppe E   | Gruppe F    | Gruppe G     | Gruppe H    |
| ---------- | ----------- | ------------ | ----------- |
| 1. Japan   | 1. Marokko  | 1. Brasilien | 1. Portugal |
| 2. Spanien | 2. Kroatien | 2. Schweiz   | 2. Südkorea |

### Spielplan Finalrunde
|  | Achtelfinale    | Achtelfinale |             |         | Viertelfinale    | Viertelfinale |  |  | Halbfinale | Halbfinale |  |  | Finale | Finale |
|  |                 |              |             |         |                  |               |  |  |            |            |  |  |        |        |
|  |                 |              |             |         |                  |               |  |  |            |            |  |  |        |        |
|  | A1: Niederlande | 3            |             |         |                  |               |  |  |            |            |  |  |        |        |
|  | A1: Niederlande | 3            |             |         |                  |               |  |  |            |            |  |  |        |        |
|  | B2: USA         | 1            |             |         |                  |               |  |  |            |            |  |  |        |        |
|  | B2: USA         | 1            | Niederlande | 2 (3)   |                  |               |  |  |            |            |  |  |        |        |
|  |                 |              | Niederlande | 2 (3)   |                  |               |  |  |            |            |  |  |        |        |
|  |                 | Argentinien  | 2 (4)E      |         |                  |               |  |  |            |            |  |  |        |        |
|  | C1: Argentinien | Argentinien  | 2 (4)E      | 2       |                  |               |  |  |            |            |  |  |        |        |
|  | C1: Argentinien |              |             | 2       |                  |               |  |  |            |            |  |  |        |        |
|  | D2: Australien  | 1            |             |         |                  |               |  |  |            |            |  |  |        |        |
|  | D2: Australien  | 1            | Argentinien | 3       |                  |               |  |  |            |            |  |  |        |        |
|  |                 |              | Argentinien | 3       |                  |               |  |  |            |            |  |  |        |        |
|  |                 | Kroatien     | 0           |         |                  |               |  |  |            |            |  |  |        |        |
|  | E1: Japan       | Kroatien     | 0           | 1 (1)   |                  |               |  |  |            |            |  |  |        |        |
|  | E1: Japan       |              |             | 1 (1)   |                  |               |  |  |            |            |  |  |        |        |
|  | F2: Kroatien    | 1 (3)E       |             |         |                  |               |  |  |            |            |  |  |        |        |
|  | F2: Kroatien    | 1 (3)E       | Kroatien    | 1 (4)E  |                  |               |  |  |            |            |  |  |        |        |
|  |                 |              | Kroatien    | 1 (4)E  |                  |               |  |  |            |            |  |  |        |        |
|  |                 | Brasilien    | 1 (2)       |         |                  |               |  |  |            |            |  |  |        |        |
|  | G1: Brasilien   | Brasilien    | 1 (2)       | 4       |                  |               |  |  |            |            |  |  |        |        |
|  | G1: Brasilien   |              |             | 4       |                  |               |  |  |            |            |  |  |        |        |
|  | H2: Südkorea    | 1            |             |         |                  |               |  |  |            |            |  |  |        |        |
|  | H2: Südkorea    | 1            | Argentinien | 13 (4)E |                  |               |  |  |            |            |  |  |        |        |
|  |                 |              | Argentinien | 13 (4)E |                  |               |  |  |            |            |  |  |        |        |
|  |                 | Frankreich   | 3 (2)       |         |                  |               |  |  |            |            |  |  |        |        |
|  | B1: England     | Frankreich   | 3 (2)       | 3       |                  |               |  |  |            |            |  |  |        |        |
|  | B1: England     |              |             | 3       |                  |               |  |  |            |            |  |  |        |        |
|  | A2: Senegal     | 0            |             |         |                  |               |  |  |            |            |  |  |        |        |
|  | A2: Senegal     | 0            | England     | 1       |                  |               |  |  |            |            |  |  |        |        |
|  |                 |              | England     | 1       |                  |               |  |  |            |            |  |  |        |        |
|  |                 | Frankreich   | 2           |         |                  |               |  |  |            |            |  |  |        |        |
|  | D1: Frankreich  | Frankreich   | 2           | 3       |                  |               |  |  |            |            |  |  |        |        |
|  | D1: Frankreich  |              |             | 3       |                  |               |  |  |            |            |  |  |        |        |
|  | C2: Polen       | 1            |             |         |                  |               |  |  |            |            |  |  |        |        |
|  | C2: Polen       | 1            | Frankreich  | 2       |                  |               |  |  |            |            |  |  |        |        |
|  |                 |              | Frankreich  | 2       |                  |               |  |  |            |            |  |  |        |        |
|  |                 | Marokko      | 0           |         |                  |               |  |  |            |            |  |  |        |        |
|  | F1: Marokko     | Marokko      | 0           | 10 (3)E |                  |               |  |  |            |            |  |  |        |        |
|  | F1: Marokko     |              |             | 10 (3)E |                  |               |  |  |            |            |  |  |        |        |
|  | E2: Spanien     | 0 (0)        |             |         |                  |               |  |  |            |            |  |  |        |        |
|  | E2: Spanien     | 0 (0)        | Marokko     | 1       |                  |               |  |  |            |            |  |  |        |        |
|  |                 |              | Marokko     | 1       | Spiel um Platz 3 |               |  |  |            |            |  |  |        |        |
|  |                 | Portugal     | 0           |         |                  |               |  |  |            |            |  |  |        |        |
|  | H1: Portugal    | Portugal     | 0           | 6       | Kroatien         | 2             |  |  |            |            |  |  |        |        |
|  | H1: Portugal    |              |             | 6       | Kroatien         | 2             |  |  |            |            |  |  |        |        |
|  | G2: Schweiz     | 1            |             | Marokko | 1                |               |  |  |            |            |  |  |        |        |

E Sieg im Elfmeterschießen

## Achtelfinale

### Niederlande – USA 3:1 (2:0)
| Niederlande                                                                                | Niederlande | USA | USA                | Aufstellung                       |
| ------------------------------------------------------------------------------------------ | --- | --- | ------------------ | --------------------------------- |
| Niederlande                                                                                | \| 1. Achtelfinale \| \| 3. Dezember 2022 um 18:00 Uhr (16:00 Uhr MEZ) in ar-Rayyan (Khalifa International Stadium) \| \| Zuschauer: 44.846 \| \| Schiedsrichter: Wilton Sampaio ( Brasilien) 1 \| \| Spielbericht \|                                                                                                  | \| 1. Achtelfinale \| \| 3. Dezember 2022 um 18:00 Uhr (16:00 Uhr MEZ) in ar-Rayyan (Khalifa International Stadium) \| \| Zuschauer: 44.846 \| \| Schiedsrichter: Wilton Sampaio ( Brasilien) 1 \| \| Spielbericht \|                                                                                          | Vereinigte Staaten | Aufstellung Niederlande gegen USA |
| Niederlande                                                                                | Andries Noppert – Jurriën Timber, Virgil van Dijk , Nathan Aké (90.+3' Matthijs de Ligt) – Denzel Dumfries, Marten de Roon (46. Steven Bergwijn), Frenkie de Jong, Daley Blind – Davy Klaassen (46. Teun Koopmeiners) – Cody Gakpo (90.+3' Wout Weghorst), Memphis Depay (82. Xavi Simons) Cheftrainer: Louis van Gaal | Matt Turner – Sergiño Dest (75. DeAndre Yedlin), Walker Zimmerman, Tim Ream, Antonee Robinson (90.+2' Jordan Morris) – Yunus Musah, Tyler Adams , Weston McKennie (67. Haji Wright) – Timothy Weah (67. Brenden Aaronson), Jesús Ferreira (46. Giovanni Reyna), Christian Pulisic Cheftrainer: Gregg Berhalter | Vereinigte Staaten | Aufstellung Niederlande gegen USA |
| Niederlande                                                                                | 1:0 Depay (10.) 2:0 Blind (45.+1') 3:1 Dumfries (81.) | 2:1 Wright (76.) | Vereinigte Staaten | Aufstellung Niederlande gegen USA |
| Niederlande                                                                                | Koopmeiners (60.), de Jong (87.) | | Vereinigte Staaten | Aufstellung Niederlande gegen USA |
| Niederlande                                                                                | Spieler des Spiels: Denzel Dumfries (Niederlande) | | Vereinigte Staaten | Aufstellung Niederlande gegen USA |
| 1. Achtelfinale                                                                            | | |                    |                                   |
| 3. Dezember 2022 um 18:00 Uhr (16:00 Uhr MEZ) in ar-Rayyan (Khalifa International Stadium) | | |                    |                                   |
| Zuschauer: 44.846                                                                          | | |                    |                                   |
| Schiedsrichter: Wilton Sampaio ( Brasilien) 1                                              | | |                    |                                   |
| Spielbericht                                                                               | | |                    |                                   |

### Argentinien – Australien 2:1 (1:0)
| Argentinien                                                                        | Argentinien | Australien | Australien | Aufstellung                              |
| ---------------------------------------------------------------------------------- | --- | --- | ---------- | ---------------------------------------- |
| Argentinien                                                                        | \| 2. Achtelfinale \| \| 3. Dezember 2022 um 22:00 Uhr (20:00 Uhr MEZ) in ar-Rayyan (Ahmed bin Ali Stadium) \| \| Zuschauer: 45.032 \| \| Schiedsrichter: Szymon Marciniak ( Polen) 2 \| \| Spielbericht \| | \| 2. Achtelfinale \| \| 3. Dezember 2022 um 22:00 Uhr (20:00 Uhr MEZ) in ar-Rayyan (Ahmed bin Ali Stadium) \| \| Zuschauer: 45.032 \| \| Schiedsrichter: Szymon Marciniak ( Polen) 2 \| \| Spielbericht \|                                                                              | Australien | Aufstellung Argentinien gegen Australien |
| Argentinien                                                                        | Emiliano Martínez – Nahuel Molina (80. Exequiel Palacios), Cristian Romero, Nicolás Otamendi, Marcos Acuña (71. Nicolás Tagliafico) – Rodrigo de Paul, Enzo Fernández, Alexis Mac Allister (80. Gonzalo Montiel) – Papu Gómez (50. Lisandro Martínez), Lionel Messi , Julián Álvarez (71. Lautaro Martínez) Cheftrainer: Lionel Scaloni | Mathew Ryan – Miloš Degenek (71. Fran Karačić), Harry Souttar, Kye Rowles, Aziz Behich – Mathew Leckie (71. Garang Kuol), Aaron Mooy, Jackson Irvine, Keanu Baccus (58. Ajdin Hrustić) – Riley McGree (58. Craig Goodwin), Mitchell Duke (71. Jamie Maclaren) Cheftrainer: Graham Arnold | Australien | Aufstellung Argentinien gegen Australien |
| Argentinien                                                                        | 1:0 Messi (35.) 2:0 Álvarez (57.) | 2:1 Fernández (77., Eigentor) | Australien | Aufstellung Argentinien gegen Australien |
| Argentinien                                                                        | Irvine (15.), Degenek (38.) | | Australien | Aufstellung Argentinien gegen Australien |
| Argentinien                                                                        | Lionel Messi löst mit seinem 169. Länderspiel Iván Hurtado als südamerikanischen Rekordnationalspieler ab. | | Australien | Aufstellung Argentinien gegen Australien |
| Argentinien                                                                        | Spieler des Spiels: Lionel Messi (Argentinien) | | Australien | Aufstellung Argentinien gegen Australien |
| 2. Achtelfinale                                                                    | | |            |                                          |
| 3. Dezember 2022 um 22:00 Uhr (20:00 Uhr MEZ) in ar-Rayyan (Ahmed bin Ali Stadium) | | |            |                                          |
| Zuschauer: 45.032                                                                  | | |            |                                          |
| Schiedsrichter: Szymon Marciniak ( Polen) 2                                        | | |            |                                          |
| Spielbericht                                                                       | | |            |                                          |

### Frankreich – Polen 3:1 (1:0)
| Frankreich                                                                 | Frankreich | Polen | Polen | Aufstellung                        |
| -------------------------------------------------------------------------- | --- | --- | ----- | ---------------------------------- |
| Frankreich                                                                 | \| 3. Achtelfinale \| \| 4. Dezember 2022 um 18:00 Uhr (16:00 Uhr MEZ) in Doha (al-Thumama-Stadion) \| \| Zuschauer: 40.989 \| \| Schiedsrichter: Jesús Valenzuela ( Venezuela) 3 \| \| Spielbericht \|                                                                                                 | \| 3. Achtelfinale \| \| 4. Dezember 2022 um 18:00 Uhr (16:00 Uhr MEZ) in Doha (al-Thumama-Stadion) \| \| Zuschauer: 40.989 \| \| Schiedsrichter: Jesús Valenzuela ( Venezuela) 3 \| \| Spielbericht \| | Polen | Aufstellung Frankreich gegen Polen |
| Frankreich                                                                 | Hugo Lloris – Jules Koundé (90.+2' Axel Disasi), Raphaël Varane, Dayot Upamecano, Theo Hernández – Aurélien Tchouaméni (66. Youssouf Fofana), Adrien Rabiot – Ousmane Dembélé (76. Kingsley Coman), Antoine Griezmann, Kylian Mbappé – Olivier Giroud (76. Marcus Thuram) Cheftrainer: Didier Deschamps | Wojciech Szczęsny – Matty Cash, Kamil Glik, Jakub Kiwior (87. Jan Bednarek), Bartosz Bereszyński – Jakub Kamiński (71. Nicola Zalewski), Piotr Zieliński, Grzegorz Krychowiak (71. Krystian Bielik), Sebastian Szymański (64. Arkadiusz Milik), Przemysław Frankowski (87. Kamil Grosicki) – Robert Lewandowski Cheftrainer: Czesław Michniewicz | Polen | Aufstellung Frankreich gegen Polen |
| Frankreich                                                                 | 1:0 Giroud (44.) 2:0 Mbappé (74.) 3:0 Mbappé (90.+1') | 3:1 Lewandowski (90.+9', Handelfmeter) | Polen | Aufstellung Frankreich gegen Polen |
| Frankreich                                                                 | Tchouaméni (32.) | Bereszyński (47.), Cash (88.) | Polen | Aufstellung Frankreich gegen Polen |
| Frankreich                                                                 | Giroud wird mit seinem 52. Länderspieltor alleiniger französischer Rekordtorschütze | Lloris hält Handelfmeter von Lewandowski (90.+8'). Da er sich zu früh bewegt hat, wird der Elfmeter wiederholt. | Polen | Aufstellung Frankreich gegen Polen |
| Frankreich                                                                 | Spieler des Spiels: Kylian Mbappé (Frankreich) | | Polen | Aufstellung Frankreich gegen Polen |
| 3. Achtelfinale                                                            | | |       |                                    |
| 4. Dezember 2022 um 18:00 Uhr (16:00 Uhr MEZ) in Doha (al-Thumama-Stadion) | | |       |                                    |
| Zuschauer: 40.989                                                          | | |       |                                    |
| Schiedsrichter: Jesús Valenzuela ( Venezuela) 3                            | | |       |                                    |
| Spielbericht                                                               | | |       |                                    |

### England – Senegal 3:0 (2:0)
| England                                                                     | England | Senegal | Senegal | Aufstellung                       |
| --------------------------------------------------------------------------- | --- | --- | ------- | --------------------------------- |
| England                                                                     | \| 4. Achtelfinale \| \| 4. Dezember 2022 um 22:00 Uhr (20:00 Uhr MEZ) in al-Chaur (al-Bayt-Stadion) \| \| Zuschauer: 65.985 \| \| Schiedsrichter: Iván Barton ( El Salvador) 4 \| \| Spielbericht \|                                                                                        | \| 4. Achtelfinale \| \| 4. Dezember 2022 um 22:00 Uhr (20:00 Uhr MEZ) in al-Chaur (al-Bayt-Stadion) \| \| Zuschauer: 65.985 \| \| Schiedsrichter: Iván Barton ( El Salvador) 4 \| \| Spielbericht \|                                                                                             | Senegal | Aufstellung England gegen Senegal |
| England                                                                     | Jordan Pickford – Kyle Walker, John Stones (76. Eric Dier), Harry Maguire, Luke Shaw – Jordan Henderson (82. Kalvin Phillips), Declan Rice, Jude Bellingham (76. Mason Mount) – Bukayo Saka (65. Marcus Rashford), Harry Kane , Phil Foden (65. Jack Grealish) Cheftrainer: Gareth Southgate | Édouard Mendy – Youssouf Sabaly, Kalidou Koulibaly , Abdou Diallo, Ismail Jakobs (84. Fodé Ballo-Touré) – Pathé Ciss (46. Pape Gueye), Nampalys Mendy – Krépin Diatta (46. Pape Sarr), Iliman Ndiaye (46. Bamba Dieng), Ismaïla Sarr – Boulaye Dia (72. Famara Diédhiou) Cheftrainer: Aliou Cissé | Senegal | Aufstellung England gegen Senegal |
| England                                                                     | 1:0 Henderson (38.) 2:0 Kane (45.+3') 3:0 Saka (57.) | | Senegal | Aufstellung England gegen Senegal |
| England                                                                     | Koulibaly (76.) | | Senegal | Aufstellung England gegen Senegal |
| England                                                                     | Spieler des Spiels: Harry Kane (England) | | Senegal | Aufstellung England gegen Senegal |
| 4. Achtelfinale                                                             | | |         |                                   |
| 4. Dezember 2022 um 22:00 Uhr (20:00 Uhr MEZ) in al-Chaur (al-Bayt-Stadion) | | |         |                                   |
| Zuschauer: 65.985                                                           | | |         |                                   |
| Schiedsrichter: Iván Barton ( El Salvador) 4                                | | |         |                                   |
| Spielbericht                                                                | | |         |                                   |

### Japan – Kroatien 1:1 n. V. (1:1, 1:0), 1:3 i. E.
| Japan                                                                         | Japan | Kroatien | Kroatien | Aufstellung                      |
| ----------------------------------------------------------------------------- | --- | --- | -------- | -------------------------------- |
| Japan                                                                         | \| 5. Achtelfinale \| \| 5. Dezember 2022 um 18:00 Uhr (16:00 Uhr MEZ) in al-Wakra (al-Janoub-Stadion) \| \| Zuschauer: 42.523 \| \| Schiedsrichter: Ismail Elfath ( Vereinigte Staaten) 5 \| \| Spielbericht \|                                                                                   | \| 5. Achtelfinale \| \| 5. Dezember 2022 um 18:00 Uhr (16:00 Uhr MEZ) in al-Wakra (al-Janoub-Stadion) \| \| Zuschauer: 42.523 \| \| Schiedsrichter: Ismail Elfath ( Vereinigte Staaten) 5 \| \| Spielbericht \| | Kroatien | Aufstellung Japan gegen Kroatien |
| Japan                                                                         | Shūichi Gonda – Takehiro Tomiyasu, Maya Yoshida , Shōgo Taniguchi – Jun’ya Itō, Wataru Endō, Hidemasa Morita (106. Ao Tanaka), Yūto Nagatomo (64. Kaoru Mitoma) – Ritsu Dōan (87. Takumi Minamino), Daizen Maeda (64. Takuma Asano), Daichi Kamada (75. Hiroki Sakai) Cheftrainer: Hajime Moriyasu | Dominik Livaković – Josip Juranović, Dejan Lovren, Joško Gvardiol, Borna Barišić – Luka Modrić (99. Lovro Majer), Marcelo Brozović, Mateo Kovačić (99. Nikola Vlašić) – Andrej Kramarić (68. Mario Pašalić), Bruno Petković (62. Ante Budimir (106. Marko Livaja)), Ivan Perišić (106. Mislav Oršić) Cheftrainer: Zlatko Dalić | Kroatien | Aufstellung Japan gegen Kroatien |
| Japan                                                                         | 1:0 Maeda (43.) | 1:1 Perišić (55.) | Kroatien | Aufstellung Japan gegen Kroatien |
| Japan                                                                         | Elfmeterschießen | | Kroatien | Aufstellung Japan gegen Kroatien |
| Japan                                                                         | Livaković hält gegen Minamino Livaković hält gegen Mitoma 1:2 Asano Livaković hält gegen Yoshida | 0:1 Vlašić 0:2 Brozović Livaja trifft den Pfosten 1:3 Pašalić | Kroatien | Aufstellung Japan gegen Kroatien |
| Japan                                                                         | Kovačić (90.), Barišić (116.) | | Kroatien | Aufstellung Japan gegen Kroatien |
| Japan                                                                         | Spieler des Spiels: Dominik Livaković (Kroatien) | | Kroatien | Aufstellung Japan gegen Kroatien |
| 5. Achtelfinale                                                               | | |          |                                  |
| 5. Dezember 2022 um 18:00 Uhr (16:00 Uhr MEZ) in al-Wakra (al-Janoub-Stadion) | | |          |                                  |
| Zuschauer: 42.523                                                             | | |          |                                  |
| Schiedsrichter: Ismail Elfath ( Vereinigte Staaten) 5                         | | |          |                                  |
| Spielbericht                                                                  | | |          |                                  |

### Brasilien – Südkorea 4:1 (4:0)
| Brasilien                                                           | Brasilien | Südkorea | Südkorea | Aufstellung                          |
| ------------------------------------------------------------------- | --- | --- | -------- | ------------------------------------ |
| Brasilien                                                           | \| 6. Achtelfinale \| \| 5. Dezember 2022 um 22:00 Uhr (20:00 Uhr MEZ) in Doha (Stadium 974) \| \| Zuschauer: 43.847 \| \| Schiedsrichter: Clément Turpin ( Frankreich) 6 \| \| Spielbericht \|                                             | \| 6. Achtelfinale \| \| 5. Dezember 2022 um 22:00 Uhr (20:00 Uhr MEZ) in Doha (Stadium 974) \| \| Zuschauer: 43.847 \| \| Schiedsrichter: Clément Turpin ( Frankreich) 6 \| \| Spielbericht \|                                                                                                  | Südkorea | Aufstellung Brasilien gegen Südkorea |
| Brasilien                                                           | Alisson (80. Wéverton) – Éder Militão (63. Dani Alves), Marquinhos, Thiago Silva , Danilo (72. Bremer) – Casemiro, Lucas Paquetá – Raphinha, Neymar (80. Rodrygo), Vinícius Júnior (72. Gabriel Martinelli) – Richarlison Cheftrainer: Tite | Kim Seung-gyu – Kim Moon-hwan, Kim Min-jae, Kim Young-gwon, Kim Jin-su (46. Hong Chul) – Lee Jae-sung (74. Lee Kang-in), Jung Woo-young (46. Son Jun-ho), Hwang In-beom (65. Paik Seung-ho), Hwang Hee-chan – Cho Gue-sung (80. Hwang Ui-jo), Son Heung-min Cheftrainer: Paulo Bento ( Portugal) | Südkorea | Aufstellung Brasilien gegen Südkorea |
| Brasilien                                                           | 1:0 Júnior (7.) 2:0 Neymar (13. Foulelfmeter) 3:0 Richarlison (29.) 4:0 Paquetá (36.) | 4:1 Paik (76.) | Südkorea | Aufstellung Brasilien gegen Südkorea |
| Brasilien                                                           | Jung Woo-young (44.) | | Südkorea | Aufstellung Brasilien gegen Südkorea |
| Brasilien                                                           | 100. Länderspiel von Kim Young-gwon | | Südkorea | Aufstellung Brasilien gegen Südkorea |
| Brasilien                                                           | Spieler des Spiels: Neymar (Brasilien) | | Südkorea | Aufstellung Brasilien gegen Südkorea |
| 6. Achtelfinale                                                     | | |          |                                      |
| 5. Dezember 2022 um 22:00 Uhr (20:00 Uhr MEZ) in Doha (Stadium 974) | | |          |                                      |
| Zuschauer: 43.847                                                   | | |          |                                      |
| Schiedsrichter: Clément Turpin ( Frankreich) 6                      | | |          |                                      |
| Spielbericht                                                        | | |          |                                      |

### Marokko – Spanien 0:0 n. V., 3:0 i. E.
| Marokko                                                                             | Marokko | Spanien | Spanien | Aufstellung                       |
| ----------------------------------------------------------------------------------- | --- | --- | ------- | --------------------------------- |
| Marokko                                                                             | \| 7. Achtelfinale \| \| 6. Dezember 2022 um 18:00 Uhr (16:00 Uhr MEZ) in ar-Rayyan (Education City Stadium) \| \| Zuschauer: 44.667 \| \| Schiedsrichter: Fernando Rapallini ( Argentinien) 7 \| \| Spielbericht \| | \| 7. Achtelfinale \| \| 6. Dezember 2022 um 18:00 Uhr (16:00 Uhr MEZ) in ar-Rayyan (Education City Stadium) \| \| Zuschauer: 44.667 \| \| Schiedsrichter: Fernando Rapallini ( Argentinien) 7 \| \| Spielbericht \|                                                     | Spanien | Aufstellung Marokko gegen Spanien |
| Marokko                                                                             | Bono – Achraf Hakimi, Nayef Aguerd (84. Jawad El Yamiq), Romain Saïss , Noussair Mazraoui (82. Yahia Attiyat Allah) – Azzedine Ounahi (120. Badr Benoun), Sofyan Amrabat, Selim Amallah (82. Walid Cheddira) – Hakim Ziyech, Youssef En-Nesyri (82. Abdelhamid Sabiri), Sofiane Boufal (66. Abde Ezzalzouli) Cheftrainer: Walid Regragui | Unai Simón – Rodri, Aymeric Laporte, Jordi Alba (82. Alejandro Balde) – Gavi (63. Carlos Soler), Sergio Busquets , Pedri – Ferran Torres (57. Álvaro Morata, 118. Pablo Sarabia), Marco Asensio (63. Álvaro Morata), Dani Olmo (98. Ansu Fati) Cheftrainer: Luis Enrique | Spanien | Aufstellung Marokko gegen Spanien |
| Marokko                                                                             | Elfmeterschießen | | Spanien | Aufstellung Marokko gegen Spanien |
| Marokko                                                                             | 1:0 Sabiri 2:0 Ziyech Unai Simón hält gegen Benoun 3:0 Hakimi | Sarabia schießt gegen den Pfosten Bono hält gegen Soler Bono hält gegen Busquets | Spanien | Aufstellung Marokko gegen Spanien |
| Marokko                                                                             | Saïss (79.) | Laporte (77.) | Spanien | Aufstellung Marokko gegen Spanien |
| Marokko                                                                             | Spieler des Spiels: Bono (Marokko) | | Spanien | Aufstellung Marokko gegen Spanien |
| 7. Achtelfinale                                                                     | | |         |                                   |
| 6. Dezember 2022 um 18:00 Uhr (16:00 Uhr MEZ) in ar-Rayyan (Education City Stadium) | | |         |                                   |
| Zuschauer: 44.667                                                                   | | |         |                                   |
| Schiedsrichter: Fernando Rapallini ( Argentinien) 7                                 | | |         |                                   |
| Spielbericht                                                                        | | |         |                                   |

### Portugal – Schweiz 6:1 (2:0)
| Portugal                                                                   | Portugal | Schweiz | Schweiz | Aufstellung                        |
| -------------------------------------------------------------------------- | --- | --- | ------- | ---------------------------------- |
| Portugal                                                                   | \| 8. Achtelfinale \| \| 6. Dezember um 22:00 Uhr (20:00 Uhr MEZ) in Lusail (Lusail Iconic Stadium) \| \| Zuschauer: 83.720 \| \| Schiedsrichter: César Arturo Ramos ( Mexiko) 8 \| \| Spielbericht \|                                                                              | \| 8. Achtelfinale \| \| 6. Dezember um 22:00 Uhr (20:00 Uhr MEZ) in Lusail (Lusail Iconic Stadium) \| \| Zuschauer: 83.720 \| \| Schiedsrichter: César Arturo Ramos ( Mexiko) 8 \| \| Spielbericht \|                                                                                                | Schweiz | Aufstellung Portugal gegen Schweiz |
| Portugal                                                                   | Diogo Costa – Diogo Dalot, Pepe , Rúben Dias, Raphaël Guerreiro – Otávio, (74. Vitinha), William Carvalho, Bernardo Silva (81. Rúben Neves) – Bruno Fernandes (87. Rafael Leão), Gonçalo Ramos (74. Ricardo Horta), João Félix (74. Cristiano Ronaldo) Cheftrainer: Fernando Santos | Yann Sommer – Edimilson Fernandes, Fabian Schär (46. Eray Cömert), Manuel Akanji, Ricardo Rodríguez – Remo Freuler (54. Denis Zakaria), Granit Xhaka – Xherdan Shaqiri, Djibril Sow (54. Haris Seferović), Ruben Vargas (66. Noah Okafor) – Breel Embolo (89. Ardon Jashari) Cheftrainer: Murat Yakin | Schweiz | Aufstellung Portugal gegen Schweiz |
| Portugal                                                                   | 1:0 Ramos (17.) 2:0 Pepe (33.) 3:0 Ramos (51.) 4:0 Guerreiro (55.) 5:1 Ramos (67.) 6:1 Leão (90.+2') | 4:1 Akanji (58.) | Schweiz | Aufstellung Portugal gegen Schweiz |
| Portugal                                                                   | Schär (43.), Cömert (59.) | | Schweiz | Aufstellung Portugal gegen Schweiz |
| Portugal                                                                   | Spieler des Spiels: Gonçalo Ramos (Portugal) | | Schweiz | Aufstellung Portugal gegen Schweiz |
| 8. Achtelfinale                                                            | | |         |                                    |
| 6. Dezember um 22:00 Uhr (20:00 Uhr MEZ) in Lusail (Lusail Iconic Stadium) | | |         |                                    |
| Zuschauer: 83.720                                                          | | |         |                                    |
| Schiedsrichter: César Arturo Ramos ( Mexiko) 8                             | | |         |                                    |
| Spielbericht                                                               | | |         |                                    |

## Viertelfinale

### Kroatien – Brasilien 1:1 n. V. (0:0, 0:0), 4:2 i. E.
| Kroatien                                                                            | Kroatien | Brasilien | Brasilien | Aufstellung                          |
| ----------------------------------------------------------------------------------- | --- | --- | --------- | ------------------------------------ |
| Kroatien                                                                            | \| 1. Viertelfinale \| \| 9. Dezember 2022 um 18:00 Uhr (16:00 Uhr MEZ) in ar-Rayyan (Education City Stadium) \| \| Zuschauer: 43.893 \| \| Schiedsrichter: Michael Oliver ( England) 9 \| \| Spielbericht \|                                                                                              | \| 1. Viertelfinale \| \| 9. Dezember 2022 um 18:00 Uhr (16:00 Uhr MEZ) in ar-Rayyan (Education City Stadium) \| \| Zuschauer: 43.893 \| \| Schiedsrichter: Michael Oliver ( England) 9 \| \| Spielbericht \|                 | Brasilien | Aufstellung Kroatien gegen Brasilien |
| Kroatien                                                                            | Dominik Livaković – Josip Juranović, Dejan Lovren, Joško Gvardiol, Borna Sosa (110. Ante Budimir) – Marcelo Brozović (114. Mislav Oršić), Luka Modrić , Mateo Kovačić (106. Lovro Majer) – Mario Pašalić (72. Nikola Vlašić), Andrej Kramarić (72. Bruno Petković), Ivan Perišić Cheftrainer: Zlatko Dalić | Alisson – Éder Militão (106. Alex Sandro), Marquinhos, Thiago Silva , Danilo – Lucas Paquetá (106. Fred), Casemiro – Raphinha (56. Antony), Neymar, Vinícius Júnior (64. Rodrygo) – Richarlison (84. Pedro) Cheftrainer: Tite | Brasilien | Aufstellung Kroatien gegen Brasilien |
| Kroatien                                                                            | 1:1 Petković (117.) | 0:1 Neymar (105.+1') | Brasilien | Aufstellung Kroatien gegen Brasilien |
| Kroatien                                                                            | Elfmeterschießen | | Brasilien | Aufstellung Kroatien gegen Brasilien |
| Kroatien                                                                            | 1:0 Vlašić 2:0 Majer 3:1 Modrić 4:2 Oršić | Livaković hält gegen Rodriygo 2:1 Casemiro 3:2 Pedro Marquinhos schießt gegen den Pfosten | Brasilien | Aufstellung Kroatien gegen Brasilien |
| Kroatien                                                                            | Brozović (31.), Petković (118.) | Danilo (25.), Casemiro (68.), Marquinhos (77.) | Brasilien | Aufstellung Kroatien gegen Brasilien |
| Kroatien                                                                            | Spieler des Spiels: Dominik Livaković (Kroatien) | | Brasilien | Aufstellung Kroatien gegen Brasilien |
| 1. Viertelfinale                                                                    | | |           |                                      |
| 9. Dezember 2022 um 18:00 Uhr (16:00 Uhr MEZ) in ar-Rayyan (Education City Stadium) | | |           |                                      |
| Zuschauer: 43.893                                                                   | | |           |                                      |
| Schiedsrichter: Michael Oliver ( England) 9                                         | | |           |                                      |
| Spielbericht                                                                        | | |           |                                      |

### Niederlande – Argentinien 2:2 n. V. (2:2, 0:1), 3:4 i. E.
| Niederlande                                                                     | Niederlande | Argentinien | Argentinien | Aufstellung                               |
| ------------------------------------------------------------------------------- | --- | --- | ----------- | ----------------------------------------- |
| Niederlande                                                                     | \| 2. Viertelfinale \| \| 9. Dezember 2022 um 22:00 Uhr (20:00 Uhr MEZ) in Lusail (Lusail Iconic Stadium) \| \| Zuschauer: 88.235 \| \| Schiedsrichter: Antonio Mateu Lahoz ( Spanien) 10 \| \| Spielbericht \|                                                                                             | \| 2. Viertelfinale \| \| 9. Dezember 2022 um 22:00 Uhr (20:00 Uhr MEZ) in Lusail (Lusail Iconic Stadium) \| \| Zuschauer: 88.235 \| \| Schiedsrichter: Antonio Mateu Lahoz ( Spanien) 10 \| \| Spielbericht \| | Argentinien | Aufstellung Niederlande gegen Argentinien |
| Niederlande                                                                     | Andries Noppert – Jurriën Timber, Virgil van Dijk , Nathan Aké – Denzel Dumfries, Marten de Roon (46. Teun Koopmeiners), Frenkie de Jong, Daley Blind (64. Luuk de Jong), Cody Gakpo (113. Noa Lang) – Memphis Depay (78. Wout Weghorst), Steven Bergwijn (46. Steven Berghuis) Cheftrainer: Louis van Gaal | Emiliano Martínez – Cristian Romero (78. Germán Pezzella), Nicolás Otamendi, Lisandro Martínez (112. Ángel Di María), Nahuel Molina (106. Gonzalo Montiel), Marcos Acuña (78. Nicolás Tagliafico) – Rodrigo de Paul (67. Leandro Paredes), Enzo Fernández, Alexis Mac Allister, Julián Álvarez (82. Lautaro Martínez), Lionel Messi Cheftrainer: Lionel Scaloni | Argentinien | Aufstellung Niederlande gegen Argentinien |
| Niederlande                                                                     | 1:2 Weghorst (83.) 2:2 Weghorst (90.+11') | 0:1 Molina (35.) 0:2 Messi (73., Foulelfmeter) | Argentinien | Aufstellung Niederlande gegen Argentinien |
| Niederlande                                                                     | Elfmeterschießen | | Argentinien | Aufstellung Niederlande gegen Argentinien |
| Niederlande                                                                     | E. Martínez hält gegen Van Dijk E. Martínez hält gegen Berghuis 1:2 Koopmeiners 2:3 Weghorst 3:3 Luuk de Jong | 0:1 Messi 0:2 Paredes 1:3 Montiel Fernández schießt links neben das Tor 3:4 Lautaro Martínez | Argentinien | Aufstellung Niederlande gegen Argentinien |
| Niederlande                                                                     | Timber (43.), Weghorst (45.+2'), Depay (76.), Berghuis (88.), Bergwijn (91.), Dumfries (120.+8'), Lang (120.+9') | Samuel (31.), Acuña (43.), Romero (45.), Lisandro Martínez (76.), Paredes (89.), Scaloni (90.), Messi (90.+10'), Otamendi (90.+12'), Montiel (109.), Pezzella (112.) | Argentinien | Aufstellung Niederlande gegen Argentinien |
| Niederlande                                                                     | Dumfries (120.+9') | | Argentinien | Aufstellung Niederlande gegen Argentinien |
| Niederlande                                                                     | Das 0:2 war das 2.700. WM-Tor | | Argentinien | Aufstellung Niederlande gegen Argentinien |
| Niederlande                                                                     | Spieler des Spiels: Lionel Messi (Argentinien) | | Argentinien | Aufstellung Niederlande gegen Argentinien |
| 2. Viertelfinale                                                                | | |             |                                           |
| 9. Dezember 2022 um 22:00 Uhr (20:00 Uhr MEZ) in Lusail (Lusail Iconic Stadium) | | |             |                                           |
| Zuschauer: 88.235                                                               | | |             |                                           |
| Schiedsrichter: Antonio Mateu Lahoz ( Spanien) 10                               | | |             |                                           |
| Spielbericht                                                                    | | |             |                                           |

Schiedsrichter Antonio Mateu Lahoz vergab 18-mal die gelbe Karte, gegen 15 Spieler sowie gegen Argentiniens Trainer Lionel Scaloni und Co-Trainer Wálter Samuel. Denzel Dumfries bekam zudem eine zweite gelbe Karte, und somit Gelb-Rot, nach dem Elfmeterschießen. Mit 18 gelben Karten stellte die Partie einen neuen WM-Rekord auf, der bisherige lag bei gesamt 16 gelben Karten in den Partien Kamerun gegen Deutschland 2002 sowie dem später als Schlacht von Nürnberg bezeichneten Portugal gegen die Niederlande 2006.

### Marokko – Portugal 1:0 (1:0)
| Marokko                                                                     | Marokko | Portugal | Portugal | Aufstellung                        |
| --------------------------------------------------------------------------- | --- | --- | -------- | ---------------------------------- |
| Marokko                                                                     | \| 3. Viertelfinale \| \| 10. Dezember 2022 um 18:00 Uhr (16:00 Uhr MEZ) in Doha (al-Thumama-Stadion) \| \| Zuschauer: 44.198 \| \| Schiedsrichter: Facundo Tello ( Argentinien) 11 \| \| Spielbericht \|                                                                                                   | \| 3. Viertelfinale \| \| 10. Dezember 2022 um 18:00 Uhr (16:00 Uhr MEZ) in Doha (al-Thumama-Stadion) \| \| Zuschauer: 44.198 \| \| Schiedsrichter: Facundo Tello ( Argentinien) 11 \| \| Spielbericht \|                                                                      | Portugal | Aufstellung Marokko gegen Portugal |
| Marokko                                                                     | Bono – Achraf Hakimi, Jawad El Yamiq, Romain Saïss (57. Achraf Dari), Yahia Attiyat Allah – Sofyan Amrabat, Azzedine Ounahi, Selim Amallah (65. Walid Cheddira) – Hakim Ziyech (82. Zakaria Aboukhlal), Youssef En-Nesyri (65. Badr Benoun), Sofiane Boufal (82. Yahya Jabrane) Cheftrainer: Walid Regragui | Diogo Costa – Diogo Dalot (79. Ricardo Horta), Pepe , Rúben Dias, Raphaël Guerreiro (51. João Cancelo) – Rúben Neves (51. Cristiano Ronaldo), Otávio (69. Vitinha), Bernardo Silva – Bruno Fernandes, Gonçalo Ramos (69. Rafael Leão), João Félix Cheftrainer: Fernando Santos | Portugal | Aufstellung Marokko gegen Portugal |
| Marokko                                                                     | 1:0 En-Nesyri (42.) | | Portugal | Aufstellung Marokko gegen Portugal |
| Marokko                                                                     | Dari (70.), Cheddira (90.+1') | Vitinha (87.) | Portugal | Aufstellung Marokko gegen Portugal |
| Marokko                                                                     | Cheddira (90.+3') | | Portugal | Aufstellung Marokko gegen Portugal |
| Marokko                                                                     | Spieler des Spiels: Bono (Marokko) | | Portugal | Aufstellung Marokko gegen Portugal |
| 3. Viertelfinale                                                            | | |          |                                    |
| 10. Dezember 2022 um 18:00 Uhr (16:00 Uhr MEZ) in Doha (al-Thumama-Stadion) | | |          |                                    |
| Zuschauer: 44.198                                                           | | |          |                                    |
| Schiedsrichter: Facundo Tello ( Argentinien) 11                             | | |          |                                    |
| Spielbericht                                                                | | |          |                                    |

### England – Frankreich 1:2 (0:1)
| England                                                                      | England | Frankreich | Frankreich | Aufstellung                          |
| ---------------------------------------------------------------------------- | --- | --- | ---------- | ------------------------------------ |
| England                                                                      | \| 4. Viertelfinale \| \| 10. Dezember 2022 um 22:00 Uhr (20:00 Uhr MEZ) in al-Chaur (al-Bayt-Stadion) \| \| Zuschauer: 68.895 \| \| Schiedsrichter: Wilton Sampaio ( Brasilien) 12 \| \| Spielbericht \|                                                                       | \| 4. Viertelfinale \| \| 10. Dezember 2022 um 22:00 Uhr (20:00 Uhr MEZ) in al-Chaur (al-Bayt-Stadion) \| \| Zuschauer: 68.895 \| \| Schiedsrichter: Wilton Sampaio ( Brasilien) 12 \| \| Spielbericht \|                                | Frankreich | Aufstellung England gegen Frankreich |
| England                                                                      | Jordan Pickford – Kyle Walker, John Stones (90.+8' Jack Grealish), Harry Maguire, Luke Shaw – Jordan Henderson (79. Mason Mount), Declan Rice, Jude Bellingham – Bukayo Saka (79. Raheem Sterling), Harry Kane , Phil Foden (85. Marcus Rashford) Cheftrainer: Gareth Southgate | Hugo Lloris – Jules Koundé, Raphaël Varane, Dayot Upamecano, Theo Hernández – Aurélien Tchouaméni, Adrien Rabiot – Ousmane Dembélé (79. Kingsley Coman), Antoine Griezmann, Kylian Mbappé – Olivier Giroud Cheftrainer: Didier Deschamps | Frankreich | Aufstellung England gegen Frankreich |
| England                                                                      | 1:1 Kane (54., Foulelfmeter) | 0:1 Tchouaméni (17.) 1:2 Giroud (78.) | Frankreich | Aufstellung England gegen Frankreich |
| England                                                                      | Maguire (90.) | Griezmann (43.), Dembélé (46.), Hernández (82.) | Frankreich | Aufstellung England gegen Frankreich |
| England                                                                      | Kane schießt Foulelfmeter über das Tor (84.); Harry Kane stellt mit seinem 2. Turniertor den Landesrekord von Wayne Rooney (53 Tore) ein. | Hugo Lloris löst mit seinem 143. Länderspiel Lilian Thuram als Rekordnationalspieler ab. | Frankreich | Aufstellung England gegen Frankreich |
| England                                                                      | Spieler des Spiels: Olivier Giroud (Frankreich) | | Frankreich | Aufstellung England gegen Frankreich |
| 4. Viertelfinale                                                             | | |            |                                      |
| 10. Dezember 2022 um 22:00 Uhr (20:00 Uhr MEZ) in al-Chaur (al-Bayt-Stadion) | | |            |                                      |
| Zuschauer: 68.895                                                            | | |            |                                      |
| Schiedsrichter: Wilton Sampaio ( Brasilien) 12                               | | |            |                                      |
| Spielbericht                                                                 | | |            |                                      |

## Halbfinale

### Argentinien – Kroatien 3:0 (2:0)
| Argentinien                                                                      | Argentinien | Kroatien | Kroatien | Aufstellung                            |
| -------------------------------------------------------------------------------- | --- | --- | -------- | -------------------------------------- |
| Argentinien                                                                      | \| 1. Halbfinale \| \| 13. Dezember 2022 um 22:00 Uhr (20:00 Uhr MEZ) in Lusail (Lusail Iconic Stadium) \| \| Zuschauer: 88.966 \| \| Schiedsrichter: Daniele Orsato ( Italien) 13 \| \| Spielbericht \| | \| 1. Halbfinale \| \| 13. Dezember 2022 um 22:00 Uhr (20:00 Uhr MEZ) in Lusail (Lusail Iconic Stadium) \| \| Zuschauer: 88.966 \| \| Schiedsrichter: Daniele Orsato ( Italien) 13 \| \| Spielbericht \|                                                                                               | Kroatien | Aufstellung Argentinien gegen Kroatien |
| Argentinien                                                                      | Emiliano Martínez – Nahuel Molina (86. Juan Foyth), Cristian Romero, Nicolás Otamendi – Nicolás Tagliafico, Rodrigo de Paul (74. Exequiel Palacios), Leandro Paredes (62. Lisandro Martínez), Enzo Fernández, Alexis Mac Allister (86. Ángel Correa) – Lionel Messi , Julián Álvarez (74. Paulo Dybala) Cheftrainer: Lionel Scaloni | Dominik Livaković – Josip Juranović, Dejan Lovren, Joško Gvardiol, Borna Sosa (46. Mislav Oršić) – Marcelo Brozović (50. Bruno Petković), Luka Modrić (81. Lovro Majer), Mateo Kovačić – Mario Pašalić (46. Nikola Vlašić), Andrej Kramarić (72. Marko Livaja), Ivan Perišić Cheftrainer: Zlatko Dalić | Kroatien | Aufstellung Argentinien gegen Kroatien |
| Argentinien                                                                      | 1:0 Messi (34., Foulelfmeter) 2:0 Álvarez (39.) 3:0 Álvarez (69.) | | Kroatien | Aufstellung Argentinien gegen Kroatien |
| Argentinien                                                                      | Romero (68.), Otamendi (71.) | Livaković (32.), Kovačić (32.) | Kroatien | Aufstellung Argentinien gegen Kroatien |
| Argentinien                                                                      | Mandžukić (Trainerassistent) (35.) | | Kroatien | Aufstellung Argentinien gegen Kroatien |
| Argentinien                                                                      | Spieler des Spiels: Lionel Messi (Argentinien) | | Kroatien | Aufstellung Argentinien gegen Kroatien |
| 1. Halbfinale                                                                    | | |          |                                        |
| 13. Dezember 2022 um 22:00 Uhr (20:00 Uhr MEZ) in Lusail (Lusail Iconic Stadium) | | |          |                                        |
| Zuschauer: 88.966                                                                | | |          |                                        |
| Schiedsrichter: Daniele Orsato ( Italien) 13                                     | | |          |                                        |
| Spielbericht                                                                     | | |          |                                        |

### Frankreich – Marokko 2:0 (1:0)
| Frankreich                                                                   | Frankreich | Marokko | Marokko | Aufstellung                          |
| ---------------------------------------------------------------------------- | --- | --- | ------- | ------------------------------------ |
| Frankreich                                                                   | \| 2. Halbfinale \| \| 14. Dezember 2022 um 22:00 Uhr (20:00 Uhr MEZ) in al-Chaur (al-Bayt-Stadion) \| \| Zuschauer: 68.294 \| \| Schiedsrichter: César Arturo Ramos ( Mexiko) 14 \| \| Spielbericht \|                                                           | \| 2. Halbfinale \| \| 14. Dezember 2022 um 22:00 Uhr (20:00 Uhr MEZ) in al-Chaur (al-Bayt-Stadion) \| \| Zuschauer: 68.294 \| \| Schiedsrichter: César Arturo Ramos ( Mexiko) 14 \| \| Spielbericht \| | Marokko | Aufstellung Frankreich gegen Marokko |
| Frankreich                                                                   | Hugo Lloris – Jules Koundé, Raphaël Varane, Ibrahima Konaté, Theo Hernández – Aurélien Tchouaméni, Youssouf Fofana – Ousmane Dembélé (78. Randal Kolo Muani), Antoine Griezmann, Kylian Mbappé – Olivier Giroud (65. Marcus Thuram) Cheftrainer: Didier Deschamps | Bono – Achraf Hakimi, Achraf Dari, Romain Saïss (21. Selim Amallah, 78. Abde Ezzalzouli), Jawad El Yamiq, Noussair Mazraoui (46. Yahia Attiyat Allah) – Hakim Ziyech, Azzedine Ounahi, Sofyan Amrabat, Sofiane Boufal (66. Zakaria Aboukhlal) – Youssef En-Nesyri (66. Abderrazak Hamdallah) Cheftrainer: Walid Regragui | Marokko | Aufstellung Frankreich gegen Marokko |
| Frankreich                                                                   | 1:0 Hernández (5.) 2:0 Kolo Muani (79.) | | Marokko | Aufstellung Frankreich gegen Marokko |
| Frankreich                                                                   | Boufal (27.) | | Marokko | Aufstellung Frankreich gegen Marokko |
| Frankreich                                                                   | Spieler des Spiels: Antoine Griezmann (Frankreich) | | Marokko | Aufstellung Frankreich gegen Marokko |
| 2. Halbfinale                                                                | | |         |                                      |
| 14. Dezember 2022 um 22:00 Uhr (20:00 Uhr MEZ) in al-Chaur (al-Bayt-Stadion) | | |         |                                      |
| Zuschauer: 68.294                                                            | | |         |                                      |
| Schiedsrichter: César Arturo Ramos ( Mexiko) 14                              | | |         |                                      |
| Spielbericht                                                                 | | |         |                                      |

## Spiel um Platz 3

### Kroatien – Marokko 2:1 (2:1)
| Kroatien                                                                                    | Kroatien | Marokko | Marokko | Aufstellung                        |
| ------------------------------------------------------------------------------------------- | --- | --- | ------- | ---------------------------------- |
| Kroatien                                                                                    | \| Spiel um Platz 3 \| \| 17. Dezember 2022 um 18:00 Uhr (16:00 Uhr MEZ) in ar-Rayyan (Khalifa International Stadium) \| \| Zuschauer: 44.137 \| \| Schiedsrichter: Abdulrahman al-Jassim ( Katar) 15 \| \| Spielbericht \|                                                             | \| Spiel um Platz 3 \| \| 17. Dezember 2022 um 18:00 Uhr (16:00 Uhr MEZ) in ar-Rayyan (Khalifa International Stadium) \| \| Zuschauer: 44.137 \| \| Schiedsrichter: Abdulrahman al-Jassim ( Katar) 15 \| \| Spielbericht \|                                                                                    | Marokko | Aufstellung Kroatien gegen Marokko |
| Kroatien                                                                                    | Dominik Livaković – Josip Stanišić, Josip Šutalo, Joško Gvardiol – Luka Modrić , Lovro Majer (66. Mario Pašalić), Mateo Kovačić, Mislav Oršić (90. +5 Kristijan Jakić), Ivan Perišić – Andrej Kramarić (61. Nikola Vlašić), Marko Livaja (66. Bruno Petković) Cheftrainer: Zlatko Dalić | Bono – Achraf Hakimi, Achraf Dari (64. Badr Benoun), Jawad El Yamiq (66. Selim Amallah), Yahia Attiyat Allah – Sofyan Amrabat, Abdelhamid Sabiri (46. Ilias Chair), Bilal El Khannous (56. Azzedine Ounahi) – Hakim Ziyech , Youssef En-Nesyri, Sofiane Boufal (64. Anass Zaroury) Cheftrainer: Walid Regragui | Marokko | Aufstellung Kroatien gegen Marokko |
| Kroatien                                                                                    | 1:0 Gvardiol (7.) 2:1 Oršić (42.) | 1:1 Dari (9.) | Marokko | Aufstellung Kroatien gegen Marokko |
| Kroatien                                                                                    | Ounahi (69.), Amallah (84.) | | Marokko | Aufstellung Kroatien gegen Marokko |
| Kroatien                                                                                    | Spieler des Spiels: Joško Gvardiol (Kroatien) | | Marokko | Aufstellung Kroatien gegen Marokko |
| Spiel um Platz 3                                                                            | | |         |                                    |
| 17. Dezember 2022 um 18:00 Uhr (16:00 Uhr MEZ) in ar-Rayyan (Khalifa International Stadium) | | |         |                                    |
| Zuschauer: 44.137                                                                           | | |         |                                    |
| Schiedsrichter: Abdulrahman al-Jassim ( Katar) 15                                           | | |         |                                    |
| Spielbericht                                                                                | | |         |                                    |

## Finale

### Argentinien – Frankreich 3:3 n. V. (2:2, 2:0), 4:2 i. E.
| Argentinien                                                                           | Argentinien | Frankreich | Frankreich | Aufstellung                              |
| ------------------------------------------------------------------------------------- | --- | --- | ---------- | ---------------------------------------- |
| Argentinien                                                                           | \| Finale \| \| So., 18. Dezember 2022 um 18:00 Uhr (16:00 Uhr MEZ) in Lusail (Lusail Iconic Stadium) \| \| Zuschauer: 88.966 \| \| Schiedsrichter: Szymon Marciniak ( Polen) 16 \| \| Spielbericht \| | \| Finale \| \| So., 18. Dezember 2022 um 18:00 Uhr (16:00 Uhr MEZ) in Lusail (Lusail Iconic Stadium) \| \| Zuschauer: 88.966 \| \| Schiedsrichter: Szymon Marciniak ( Polen) 16 \| \| Spielbericht \| | Frankreich | Aufstellung Argentinien gegen Frankreich |
| Argentinien                                                                           | Emiliano Martínez – Nahuel Molina (91. Gonzalo Montiel), Cristian Romero, Nicolás Otamendi, Nicolás Tagliafico (120.+1' Paulo Dybala) – Ángel Di María (64. Marcos Acuña), Rodrigo de Paul (102. Leandro Paredes), Enzo Fernández, Alexis Mac Allister (116. Germán Pezzella) – Lionel Messi , Julián Álvarez (102. Lautaro Martínez) Cheftrainer: Lionel Scaloni | Hugo Lloris – Jules Koundé (120.+1' Axel Disasi), Raphaël Varane (112. Ibrahima Konaté), Dayot Upamecano, Theo Hernández (71. Eduardo Camavinga) – Aurélien Tchouaméni, Adrien Rabiot (96. Youssouf Fofana) – Ousmane Dembélé (41. Randal Kolo Muani), Antoine Griezmann (71. Kingsley Coman), Kylian Mbappé – Olivier Giroud (41. Marcus Thuram) Cheftrainer: Didier Deschamps | Frankreich | Aufstellung Argentinien gegen Frankreich |
| Argentinien                                                                           | 1:0 Messi (23., Foulelfmeter) 2:0 Di María (36.) 3:2 Messi (109.) | 2:1 Mbappé (80., Foulelfmeter) 2:2 Mbappé (81.) 3:3 Mbappé (118., Handelfmeter) | Frankreich | Aufstellung Argentinien gegen Frankreich |
| Argentinien                                                                           | Elfmeterschießen | | Frankreich | Aufstellung Argentinien gegen Frankreich |
| Argentinien                                                                           | 1:1 Messi 2:1 Dybala 3:1 Paredes 4:2 Montiel | 0:1 Mbappé E. Martínez hält gegen Coman Tchouaméni schießt neben das Tor 3:2 Kolo Muani | Frankreich | Aufstellung Argentinien gegen Frankreich |
| Argentinien                                                                           | Fernández (45.+7'), Acuña (90.+8'), Paredes (114.), Montiel (116.) | Rabiot (55.), Thuram (87.), Giroud (90.+5') | Frankreich | Aufstellung Argentinien gegen Frankreich |
| Argentinien                                                                           | Lionel Messi wird mit seinem 26. WM-Spiel alleiniger Rekordhalter | | Frankreich | Aufstellung Argentinien gegen Frankreich |
| Argentinien                                                                           | Spieler des Spiels: Lionel Messi (Argentinien) | | Frankreich | Aufstellung Argentinien gegen Frankreich |
| Finale                                                                                | | |            |                                          |
| So., 18. Dezember 2022 um 18:00 Uhr (16:00 Uhr MEZ) in Lusail (Lusail Iconic Stadium) | | |            |                                          |
| Zuschauer: 88.966                                                                     | | |            |                                          |
| Schiedsrichter: Szymon Marciniak ( Polen) 16                                          | | |            |                                          |
| Spielbericht                                                                          | | |            |                                          |